# چونگ جونگ-سو
چونگ جونگ-سو (انگلیسی: Chung Jong-soo؛ زادهٔ ۲۷ مارس ۱۹۶۱) بازیکن سابق و مربی فوتبال اهل کره جنوبی است.
از باشگاه‌هایی که در آن بازی کرده‌است می‌توان به باشگاه فوتبال اولسان هیوندای و باشگاه فوتبال ججو یونایتد اشاره کرد.
وی همچنین در تیم ملی فوتبال کره جنوبی بازی کرده‌است.